# قدم (آلبوم استودیویی)
قدم (انگلیسی: Step) پنجمین آلبوم استودیویی (و در مجموع دومین آلبوم تمام انگلیسی) خواننده و ترانه‌سرای چینی لی عضو گروه کره‌ای-چینی اکسو است که در ۱۴ ژوئن ۲۰۲۴ توسط وارنر میوزیک چین و ژانگ ییشینگ استودیو منتشر شد. این آلبوم، با ترانه اصلی «Step» (قدم)، شامل ۱۰ ترانه و در نسخۀ دیلاکس شامل ۱۳ ترانه است که همۀ آن‌ها کاملاً به زبان انگلیسی هستند.

## زمینه
در ۳۱ مه ۲۰۲۴، لی اعلام کرد که دومین آلبوم استودیویی انگلیسی خود را در ۱۴ ژوئن منتشر می‌کند.
در ۲۴ ژوئن، لی اعلام کرد که روز بعد یک نسخه دیلاکس با سه ترانۀ اضافی منتشر می‌شود، که بعداً مشخص شد "Daisy"،"Before You Let Go" و "A Legend" هستند.

## موزیک ویدئو
موزیک ویدیوی «Psychic» (پیشگو) در دبی فیلمبرداری شده است.

## فهرست ترانه‌ها
| شماره      | نام                                                          | مدت                 |
| ---------- | ------------------------------------------------------------ | ------------------- |
| ۱.         | «به سمتت برمی‌گردم (به همراه لو)»                             | ۳:۰۸                |
| ۲.         | «پیشگو»                                                      | ۲:۲۱                |
| ۳.         | «قدم»                                                        | ۲:۵۵                |
| ۴.         | «تازه و شیرین»                                               | ۲:۰۹                |
| ۵.         | «موسیقی عشق توست»                                            | ۲:۲۵                |
| ۶.         | «دیزی (در نسخۀ دیلاکس)»                                      | ۲:۲۱                |
| ۷.         | «همین حالا»                                                  | ۲:۲۷                |
| ۸.         | «پیش از اینکه بروی (در نسخه دیلاکس)»                         | ۱:۵۴                |
| ۹.         | «همراه تو در صبح‌ها»                                          | ۲:۲۰                |
| ۱۰.        | «خیره به خورشید»                                             | ۴:۰۵                |
| ۱۱.        | «انسانی در تو»                                               | ۳:۱۳                |
| ۱۲.        | «هنوز دارم یاد می‌گیرم»                                       | ۲:۲۶                |
| ۱۳.        | «یک افسانه (همراه با جکی چان و کیم هی-سون) (در نسخۀ دیلاکس)» | nil                 |
| مجموع مدت: | مجموع مدت:                                                   | ۳۴:۵۴ (نسخۀ دیلاکس) |